# Courtemanche
Courtemanche – miejscowość i gmina we Francji, w regionie Hauts-de-France, w departamencie Somma.
Według danych na rok 1990 gminę zamieszkiwało 81 osób, a gęstość zaludnienia wynosiła 20 osób/km² (wśród 2293 gmin Pikardii Courtemanche plasuje się na 916. miejscu pod względem liczby ludności, natomiast pod względem powierzchni na miejscu 964.).